# Metilmalonil-coenzima A
Il metilmalonil-coenzima A (Metilmalonil-CoA) è prodotto dal propionil-coenzima A per azione dell'enzima propionil-CoA carbossilasi in presenza di biotina come cofattore.
Dal punto di vista chimico si tratta di un tioestere, ovvero il prodotto della condensazione di un tiolo, che in questo caso è il coenzima A e l'acido metilmalonico.
Dal punto di vista biochimico, la molecola è la forma in cui l'acido metilmalonico è attivato: questo grazie all'intrinseca instabilità (ovvero elevata reattività) del legame tioestereo.
Il metilmalonil-CoA è convertito in succinil-CoA dall'enzima metilmalonil-CoA mutasi, in una reazione che richiede vitamina B12 come cofattore. Tramite questa reazione anaplerotica entra nel ciclo di Krebs.
Il metilmalonil-CoA ha particolare importanza nel Catabolismo degli Acidi Grassi Dispari.

## Malattie correlate
Nella malattia metabolica dell'aciduria combinata malonica e metilmalonica (CMAMMA) dovuta all'ACSF3, la metilmalonil-CoA sintetasi è ridotta, il che converte l'acido metilmalonico tossico in metilmalonil-CoA e quindi lo fornisce al ciclo di Krebs. Il risultato è un accumulo di acido metilmalonico.